# 夏目光学
夏目光学株式会社（なつめこうがく）は、長野県飯田市に本社を置く光学機器メーカー。
半導体製造、通信、医療、航空、宇宙関連などの多くの分野で使用される高性能光学素子の開発・製造を手がける。

## 事業内容
光学ガラス、結晶体等を使用した各種レンズの設計・製造・販売
- ボールレンズ
- ロッドレンズ
- シリンドリカルレンズ
- アキシコンレンズ
- フライアイレンズ（ドラムレンズ）
- 球面レンズ
- プリズム
- ウィンドウ／ミラー
- 非球面レンズ

各種極小レンズや接合・アセンブリ、光学機器の製造・販売も行っている。

### エムエフ・レンズ
エムエフ・レンズ（Mf Lens ）は夏目光学株式会社が製造する各種レンズのブランド名称。

## 所在地
- 本社・工場 - 長野県飯田市鼎上茶屋3461
- 東京オフィス - 東京都新宿区西新宿1-22-2　新宿サンエービル
- テクノロジーセンター - 長野県飯田市川路1200-29

## 会社沿革
- 1947年 - 名誉会長 故夏目哲三、メッキを主とする飯田製作所設立
- 1956年 - 夏目光学工業所と称し、レンズ製造に着手、工場を現在地に移転
- 1967年 - 東京営業所設置、首都圏の営業に就く
- 1985年 - 東京営業所を新築移転
- 1985年 - 夏目光学株式会社（資本金2,000万円）と改名
- 1988年 - 本社工場新築（分工場統合）
- 1991年 - 代表取締役に夏目勇三就任
- 1994年 - 代表取締役に宮下忠久就任
- 1996年 - 第三工場新築　操業開始
- 1998年 - シグマ光機株式会社との共同出資によるタックコート株式会社を設立
- 1999年 - ISO9002 認証取得
- 2002年 - ISO14001 認証取得
- 2003年 - ボールレンズでツバキ・ナカシマとの技術提携及び開発をプレス発表
- 2004年 - 資本金6,000万円に増資
- 2005年 - 国際規格ISO9001:2000認証取得
- 2005年 - テクノロジーセンターを新設
- 2005年 - ISO9001：2000 認証取得
- 2006年 - ISO14001：2004 認証取得
- 2007年 - 本社第六工場新築
- 2008年 - 経済産業省「元気なモノ作り中小企業300社」に選定される
- 2009年 - 代表取締役に夏目佳春就任
- 2009年 - ISO9001：2008 認証取得
- 2011年 - 東京オフィス移転（東京都新宿区）
- 2011年 - 「MfLens」商標登録
- 2016年 - テクノロジーセンター研究棟増設
- 2017年 - ISO9001：2015／ISO14001：2015 認証取得
- 2017年 - 地域未来牽引企業に選定される
- 2019年 - 東京大学と共同して軟X線ミラーの開発を発表
- 2019年 - 代表取締役に細江国彦就任
- 2022年 - WEBドメイン及びロゴ等変更
- 2023年 - 東京大学先端科学技術研究センターに「先端光学素子製造学」寄付研究部門を設置

## 関連企業
- タックコート株式会社